# 水沢ありす
水沢 ありす（みずさわ ありす、1987年8月23日 - ）は、日本の元AV女優。POPSTARグループ所属。

## 略歴
2007年3月にデビュー。
2008年に引退。

## 出演作品

### アダルトビデオ
2007年
- 制服が似合う素敵な娘 15 （3月22日、オーロラプロジェクト）
- 名古屋嬢 Vol.36 （4月24日、ケー・トライブ） ※「あゆ」名義
- 若妻パンスト中出し （4月24日、ケー・トライブ） ※「あゆ」名義
- スクールガール ありす （5月26日、オーロラ・プロジェクト）
- 名古屋援交 4 （6月28日、ケー・トライブ）
- 生姦・中出し極上素人娘 アタックマン 容姿端麗 今どきの尻軽女子大生 （7月5日、ヒビノ）…オムニバス作品
- フェラコレ2007夏SP 30人のフェラジェンヌ （7月7日、隼エージェンシー）オムニバス作品 他出演:一ノ瀬カレン、栗原まあや、麻生岬、しいないおり、真中かおり、城本久美、川村カンナ、七瀬たまき、北崎未来、葉月志保、春名えみ、宮沢愛菜、佐伯奈々、ひなの、落合ゆき、元木ひなよ、優木さくら、蒼月ひかり、長谷川なぁみ、愛葉悠、松野ゆい、佐藤るり、美月りん、橘流菜、辻あずき、彩芽はる、宮崎あいか、日夏ともえ
- ラブスク 外泊編 （7月14日、オーロラ・プロジェクト）
- 近親相姦中出し 3 5人の近親中出し物語 （7月19日、ミスター・インパクト）オムニバス作品 他出演:落合ゆき、美咲沙耶、杏珠、辻あずき
- LOVE DOLL ありす百式 （7月26日、オーロラ・プロジェクト）
- レイプ中出し 3 理不尽に中出しされた8人のギャル （7月31日、隼エージェンシー）オムニバス作品 他出演:長谷川なぁみ、西野ひなた、辻あずき、彩芽はる、七瀬たまき、美月りん、宮沢愛菜
- 女教師レイプ 3 レイプされる7人の女教師 （8月11日、隼エージェンシー）オムニバス作品 他出演:Rico、橘流菜、岩佐真理、伊藤あずさ、美咲沙耶、長谷川ちひろ
- 愛しのフェラチーオ 7 7人のザーメン中毒 （8月11日、隼エージェンシー）オムニバス作品 他出演:加瀬あゆむ、野々宮りん、朝霧かすみ、SARINA、早坂めぐ、天乃みお
- こだわりの手コキ 4時間SP 5 30人のハンドメイド （8月11日、隼エージェンシー）オムニバス作品 他出演:長谷川ちひろ、ひなの、岩佐真理、彩芽はる、辻あずき、伊藤あずさ、加瀬あゆむ、宮崎あいか、美咲沙耶 ほか
- 狙われた人妻 無理やり犯される5人の人妻たち 第2章 （8月11日、隼エージェンシー）…オムニバス作品 他出演:Rico、天乃みお、稲森ケイト、岩佐真理
- 犯られた人妻たち 第8章 中出しされる5人の人妻 （8月17日、Nadeshiko）オムニバス作品 他出演:Rico、稲森ケイト、岩佐真理、長谷川ちひろ
- オナニスト 第18章 （9月8日、隼エージェンシー）オムニバス作品 他多数出演
- Tokyo Slimy Night Vol.2 （9月10日、テイクワン）
- 極上手コキ Vol.3 （9月19日、ミスター・インパクト）オムニバス作品 他出演:加瀬あゆむ、Rico、SARINA、長谷川なぁみ、川村カンナ、持田茜、佐伯奈々、美月りん、一ノ瀬さな、岡本きら、高田愛子 ほか
- フェラコレ2007秋SP 24人のフェラジェンヌ （10月13日、隼エージェンシー）…オムニバス作品 他23名出演
- 若妻フェミニスタ 神戸在住 ありす 23歳 （10月20日、プレステージ）
- ラブスク 発展編 （10月27日、オーロラ・プロジェクト）
- ジガドリ★オナニー 09 （11月10日、ラハイナ東海）オムニバス作品 他出演:みく、ゆう、みずき、じゅんこ、あや
- 私を買って下さい。 制服女子校生 援助交際 ありす18歳  （11月16日、レアル・ワークス）
- みるスポ! （11月19日、みるきぃぷりん♪）
- オナニスト 第19章 （12月8日、隼エージェンシー）オムニバス作品 他多数出演
- 就活女子大生面接 3 （12月14日、アップス）オムニバス作品 他出演:菅野麻弥
- 緊縛女子校生 （12月25日、オーロラ・プロジェクト）

2008年
- RUSH 美少女嬲り （1月25日、オーロラ・プロジェクト）
- 私に中出しして下さい…。 （4月12日、オーロラ・プロジェクト）
- 人妻レイプ4時間 3 犯られまくる9人の人妻たち （5月23日、Nadeshiko）オムニバス作品 他出演:稲森ケイト、Rico、野沢友花、川瀬さやか、はるか悠、村上里沙、姫川りな、長谷川あゆみ
- SEX FRIEND （6月28日、オーロラ・プロジェクト）
- 満たされない若妻 ありす25歳 （7月18日、S級素人）
- もう少しこのままでいいですか? （8月25日、オーロラ・プロジェクト）
- 人妻の履歴書 第5章 狙われている12人の人妻たち （11月8日、隼エージェンシー）オムニバス作品 他11名出演

2010年
- GALSONA 特別編 003 （5月21日、プレステージ）他多数出演